# یواس‌اس پاتریشیا (۱۸۹۹)
یواس‌اس پاتریشیا (۱۸۹۹) (به انگلیسی: USS Patricia (1899)) یک کشتی بود که طول آن ۵۶۰ فوت ۳ اینچ (۱۷۰٫۷۶ متر) بود. این کشتی در سال ۱۸۹۹ ساخته شد.